# St George Ashe
St George Ashe (ur. 23 maja 1871 na Malcie, zm. 24 lipca 1922 w St Leonards-on-Sea) – brytyjski wioślarz, brązowy medalista olimpijski.
Wystąpił na igrzyskach olimpijskich w Paryżu w 1900, gdzie zdobył brązowy medal w jedynkach. W finale wyprzedzili go jedynie dwaj Francuzi: Hermann Barrelet i André Gaudin.
Był członkiem Thames Rowing Club. Ukończył Kolegium Trójcy Świętej Uniwersytetu Cambridge, z zawodu był solicitorem.
W wieku 51 lat popełnił samobójstwo.